# Listă de campioni mondiali de atletism masculin
Lista de campioni mondiali de atletism masculin, cuprinde pe concurenții medaliați cu aur, argint sau bronz.

## Probe

### 100 m
| CM   | Aur                     | Argint                  | Bronz                                       |
| ---- | ----------------------- | ----------------------- | ------------------------------------------- |
| 1983 | Carl Lewis (USA)        | Calvin Smith (USA)      | Emmit King (USA)                            |
| 1987 | Carl Lewis (USA)        | Raymond Stewart (JAM)   | Linford Christie (GBR)                      |
| 1991 | Carl Lewis (USA)        | Leroy Burrell (USA)     | Dennis Mitchell (USA)                       |
| 1993 | Linford Christie (GBR)  | Andre Cason (USA)       | Dennis Mitchell (USA)                       |
| 1995 | Donovan Bailey (CAN)    | Bruny Surin (CAN)       | Ato Boldon (TRI)                            |
| 1997 | Maurice Greene (USA)    | Donovan Bailey (CAN)    | Tim Montgomery (USA)                        |
| 1999 | Maurice Greene (USA)    | Bruny Surin (CAN)       | Dwain Chambers (GBR)                        |
| 2001 | Maurice Greene (USA)    | Bernard Williams (USA)  | Ato Boldon (TRI)                            |
| 2003 | Kim Collins (SKN)       | Darrel Brown (TRI)      | Darren Campbell (GBR)                       |
| 2005 | Justin Gatlin (USA)     | Michael Frater (JAM)    | Kim Collins (SKN)                           |
| 2007 | Tyson Gay (USA)         | Derrick Atkins (BAH)    | Asafa Powell (JAM)                          |
| 2009 | Usain Bolt (JAM)        | Tyson Gay (USA)         | Asafa Powell (JAM)                          |
| 2011 | Yohan Blake (JAM)       | Walter Dix (USA)        | Kim Collins (SKN)                           |
| 2013 | Usain Bolt (JAM)        | Justin Gatlin (USA)     | Nesta Carter (JAM)                          |
| 2015 | Usain Bolt (JAM)        | Justin Gatlin (USA)     | Trayvon Bromell (USA) Andre De Grasse (CAN) |
| 2017 | Justin Gatlin (USA)     | Christian Coleman (USA) | Usain Bolt (JAM)                            |
| 2019 | Christian Coleman (USA) | Justin Gatlin (USA)     | Andre De Grasse (CAN)                       |

### 200 m
| CM   | Aur                         | Argint                     | Bronz                     |
| ---- | --------------------------- | -------------------------- | ------------------------- |
| 1983 | Calvin Smith (USA)          | Elliott Quow (USA)         | Pietro Mennea (ITA)       |
| 1987 | Calvin Smith (USA)          | Gilles Quénéhervé (FRA)    | John Regis (GBR)          |
| 1991 | Michael Johnson (USA)       | Frankie Fredericks (NAM)   | Atlee Mahorn (CAN)        |
| 1993 | Frankie Fredericks (NAM)    | John Regis (GBR)           | Carl Lewis (USA)          |
| 1995 | Michael Johnson (USA)       | Frankie Fredericks (NAM)   | Jeff Williams (USA)       |
| 1997 | Ato Boldon (TRI)            | Frankie Fredericks (NAM)   | Claudinei da Silva (BRA)  |
| 1999 | Maurice Greene (USA)        | Claudinei da Silva (BRA)   | Francis Obikwelu (NGR)    |
| 2001 | Konstantinos Kenteris (GRE) | Christopher Williams (JAM) | Shawn Crawford (USA)      |
| 2003 | John Capel (USA)            | Darvis Patton (USA)        | Shingo Suetsugu (JPN)     |
| 2005 | Justin Gatlin (USA)         | Wallace Spearmon (USA)     | John Capel (USA)          |
| 2007 | Tyson Gay (USA)             | Usain Bolt (JAM)           | Wallace Spearmon (USA)    |
| 2009 | Usain Bolt (JAM)            | Alonso Edward (PAN)        | Wallace Spearmon (USA)    |
| 2011 | Usain Bolt (JAM)            | Walter Dix (USA)           | Christophe Lemaitre (FRA) |
| 2013 | Usain Bolt (JAM)            | Warren Weir (JAM)          | Curtis Mitchell (USA)     |
| 2015 | Usain Bolt (JAM)            | Justin Gatlin (USA)        | Anaso Jobodwana (RSA)     |
| 2017 | Ramil Guliyev (TUR)         | Wayde van Niekerk (RSA)    | Jereem Richards (TTO)     |
| 2019 | Noah Lyles (USA)            | Andre De Grasse (CAN)      | Álex Quiñónez (ECU)       |

### 400 m
| CM   | Aur                     | Argint                  | Bronz                    |
| ---- | ----------------------- | ----------------------- | ------------------------ |
| 1983 | Bert Cameron (JAM)      | Michael Franks (USA)    | Sunder Nix (USA)         |
| 1987 | Thomas Schönlebe (GDR)  | Innocent Egbunike (NGA) | Harry Reynolds (USA)     |
| 1991 | Antonio Pettigrew (USA) | Roger Black (GBR)       | Danny Everett (USA)      |
| 1993 | Michael Johnson (USA)   | Butch Reynolds (USA)    | Samson Kitur (KEN)       |
| 1995 | Michael Johnson (USA)   | Butch Reynolds (USA)    | Greg Haughton (JAM)      |
| 1997 | Michael Johnson (USA)   | Davis Kamoga (UGA)      | Tyree Washington (USA)   |
| 1999 | Michael Johnson (USA)   | Sanderlei Parrela (BRA) | Alejandro Cárdenas (MEX) |
| 2001 | Avard Moncur (BAH)      | Ingo Schultz (GER)      | Greg Haughton (JAM)      |
| 2003 | Tyree Washington (USA)  | Marc Raquil (FRA)       | Michael Blackwood (JAM)  |
| 2005 | Jeremy Wariner (USA)    | Andrew Rock (USA)       | Tyler Christopher (CAN)  |
| 2007 | Jeremy Wariner (USA)    | LaShawn Merritt (USA)   | Angelo Taylor (USA)      |
| 2009 | LaShawn Merritt (USA)   | Jeremy Wariner (USA)    | Renny Quow (TRI)         |
| 2011 | Kirani James (GRN)      | LaShawn Merritt (USA)   | Kevin Borlée (BEL)       |
| 2013 | LaShawn Merritt (USA)   | Tony McQuay (USA)       | Luguelín Santos (DOM)    |
| 2015 | Wayde van Niekerk (RSA) | LaShawn Merritt (USA)   | Kirani James (GRN)       |
| 2017 | Wayde van Niekerk (RSA) | Steven Gardiner (BAH)   | Abdalelah Haroun (QAT)   |
| 2019 | Steven Gardiner (BAH)   | Anthony Zambrano (COL)  | Fred Kerley (USA)        |

### 800 m
| CM   | Aur                         | Argint                     | Bronz                           |
| ---- | --------------------------- | -------------------------- | ------------------------------- |
| 1983 | Willi Wülbeck (FRG)         | Rob Druppers (NED)         | Joaquim Cruz (BRA)              |
| 1987 | Billy Konchellah (KEN)      | Peter Elliott (GBR)        | José Luíz Barbosa (BRA)         |
| 1991 | Billy Konchellah (KEN)      | José Luíz Barbosa (BRA)    | Mark Everett (USA)              |
| 1993 | Paul Ruto (KEN)             | Giuseppe D'Urso (ITA)      | Billy Konchellah (KEN)          |
| 1995 | Wilson Kipketer (DEN)       | Arthémon Hatungimana (BDI) | Vebjørn Rodal (NOR)             |
| 1997 | Wilson Kipketer (DEN)       | Norberto Téllez (CUB)      | Rich Kenah (USA)                |
| 1999 | Wilson Kipketer (DEN)       | Hezekiél Sepeng (RSA)      | Djabir Saïd-Guerni (ALG)        |
| 2001 | André Bucher (SUI)          | Wilfred Bungei (KEN)       | Paweł Czapiewski (POL)          |
| 2003 | Djabir Saïd-Guerni (ALG)    | Iuri Borzakovski (RUS)     | Mbulaeni Mulaudzi (RSA)         |
| 2005 | Rashid Ramzi (BHR)          | Iuri Borzakovski (RUS)     | William Yiampoy (KEN)           |
| 2007 | Alfred Kirwa Yego (KEN)     | Gary Reed (CAN)            | Iuri Borzakovski (RUS)          |
| 2009 | Mbulaeni Mulaudzi (RSA)     | Alfred Kirwa Yego (KEN)    | Yusuf Saad Kamel (BHR)          |
| 2011 | David Rudisha (KEN)         | Abubaker Kaki (SUD)        | Iuri Borzakovski (RUS)          |
| 2013 | Mohammed Aman (ETH)         | Nick Symmonds (USA)        | Ayanleh Souleiman (DJI)         |
| 2015 | David Rudisha (KEN)         | Adam Kszczot (POL)         | Amel Tuka (BIH)                 |
| 2017 | Pierre-Ambroise Bosse (FRA) | Adam Kszczot (POL)         | Kipyegon Bett (KEN)             |
| 2019 | Donavan Brazier (USA)       | Amel Tuka (BIH)            | Ferguson Cheruiyot Rotich (KEN) |

### 1500 m
| CM   | Aur                      | Argint                   | Bronz                      |
| ---- | ------------------------ | ------------------------ | -------------------------- |
| 1983 | Steve Cram (GBR)         | Steve Scott (USA)        | Saïd Aouita (MAR)          |
| 1987 | Abdi Bile (SOM)          | José Luis González (ESP) | Jim Spivey (USA)           |
| 1991 | Noureddine Morceli (ALG) | Wilfred Kirochi (KEN)    | Hauke Fuhlbrügge (GER)     |
| 1993 | Noureddine Morceli (ALG) | Fermín Cacho (ESP)       | Abdi Bile (SOM)            |
| 1995 | Noureddine Morceli (ALG) | Hicham El Guerrouj (MAR) | Vénuste Niyongabo (BDI)    |
| 1997 | Hicham El Guerrouj (MAR) | Fermín Cacho (ESP)       | Reyes Estévez (ESP)        |
| 1999 | Hicham El Guerrouj (MAR) | Noah Ngeny (KEN)         | Reyes Estévez (ESP)        |
| 2001 | Hicham El Guerrouj (MAR) | Bernard Lagat (KEN)      | Driss Maazouzi (FRA)       |
| 2003 | Hicham El Guerrouj (MAR) | Mehdi Baala (FRA)        | Ivan Heșko (UKR)           |
| 2005 | Rashid Ramzi (BHR)       | Adil Kaouch (MAR)        | Rui Silva (POR)            |
| 2007 | Bernard Lagat (USA)      | Rashid Ramzi (BHR)       | Shedrack Kibet Korir (KEN) |
| 2009 | Yusuf Saad Kamel (BHR)   | Deresse Mekonnen (ETH)   | Bernard Lagat (USA)        |
| 2011 | Asbel Kiprop (KEN)       | Silas Kiplagat (KEN)     | Matthew Centrowitz (USA)   |
| 2013 | Asbel Kiprop (KEN)       | Matthew Centrowitz (USA) | Johan Cronje (RSA)         |
| 2015 | Asbel Kiprop (KEN)       | Elijah Manangoi (KEN)    | Abdalaati Iguider (MAR)    |
| 2017 | Elijah Manangoi (KEN)    | Timothy Cheruiyot (KEN)  | Filip Ingebrigtsen (NOR)   |
| 2019 | Timothy Cheruiyot (KEN)  | Taoufik Makhloufi (ALG)  | Marcin Lewandowski (POL)   |

### 5000 m
| CM   | Aur                   | Argint                   | Bronz                      |
| ---- | --------------------- | ------------------------ | -------------------------- |
| 1983 | Eamonn Coghlan (IRL)  | Werner Schildhauer (GDR) | Martti Vainio (FIN)        |
| 1987 | Saïd Aouita (MAR)     | Domingos Castro (POR)    | Jack Buckner (GBR)         |
| 1991 | Yobes Ondieki (KEN)   | Fita Bayisa (ETH)        | Brahim Boutayeb (MAR)      |
| 1993 | Ismael Kirui (KEN)    | Haile Gebrselassie (ETH) | Fita Bayisa (ETH)          |
| 1995 | Ismael Kirui (KEN)    | Khalid Boulami (MAR)     | Shem Kororia (KEN)         |
| 1997 | Daniel Komen (KEN)    | Khalid Boulami (MAR)     | Tom Nyariki (KEN)          |
| 1999 | Salah Hissou (MAR)    | Benjamin Limo (KEN)      | Mohammed Mourhit (BEL)     |
| 2001 | Richard Limo (KEN)    | Million Wolde (ETH)      | John Kibowen (KEN)         |
| 2003 | Eliud Kipchoge (KEN)  | Hicham El Guerrouj (MAR) | Kenenisa Bekele (ETH)      |
| 2005 | Benjamin Limo (KEN)   | Sileshi Sihine (ETH)     | Craig Mottram (AUS)        |
| 2007 | Bernard Lagat (USA)   | Eliud Kipchoge (KEN)     | Moses Kipsiro (UGA)        |
| 2009 | Kenenisa Bekele (ETH) | Bernard Lagat (USA)      | James Kwalia C'Kurui (QAT) |
| 2011 | Mo Farah (GBR)        | Bernard Lagat (USA)      | Dejen Gebremeskel (ETH)    |
| 2013 | Mo Farah (GBR)        | Hagos Gebrhiwet (ETH)    | Isiah Koech (KEN)          |
| 2015 | Mo Farah (GBR)        | Caleb Ndiku (KEN)        | Hagos Gebrhiwet (ETH)      |
| 2017 | Muktar Edris (ETH)    | Mo Farah (GBR)           | Paul Chelimo (USA)         |
| 2019 | Muktar Edris (ETH)    | Selemon Barega (ETH)     | Mohammed Ahmed (CAN)       |

### 10.000 m
| CM   | Aur                      | Argint                          | Bronz                    |
| ---- | ------------------------ | ------------------------------- | ------------------------ |
| 1983 | Alberto Cova (ITA)       | Werner Schildhauer (GDR)        | Hansjörg Kunze (GDR)     |
| 1987 | Paul Kipkoech (KEN)      | Francesco Panetta (ITA)         | Hansjörg Kunze (GDR)     |
| 1991 | Moses Tanui (KEN)        | Richard Chelimo (KEN)           | Khalid Skah (MAR)        |
| 1993 | Haile Gebrselassie (ETH) | Moses Tanui (KEN)               | Richard Chelimo (KEN)    |
| 1995 | Haile Gebrselassie (ETH) | Khalid Skah (MAR)               | Paul Tergat (KEN)        |
| 1997 | Haile Gebrselassie (ETH) | Paul Tergat (KEN)               | Salah Hissou (MAR)       |
| 1999 | Haile Gebrselassie (ETH) | Paul Tergat (KEN)               | Assefa Mezgebu (ETH)     |
| 2001 | Charles Kamathi (KEN)    | Assefa Mezgebu (ETH)            | Haile Gebrselassie (ETH) |
| 2003 | Kenenisa Bekele (ETH)    | Haile Gebrselassie (ETH)        | Sileshi Sihine (ETH)     |
| 2005 | Kenenisa Bekele (ETH)    | Sileshi Sihine (ETH)            | Moses Mosop (KEN)        |
| 2007 | Kenenisa Bekele (ETH)    | Sileshi Sihine (ETH)            | Martin Mathathi (KEN)    |
| 2009 | Kenenisa Bekele (ETH)    | Zersenay Tadese (ERI)           | Moses Ndiema Masai (KEN) |
| 2011 | Ibrahim Jeilan (ETH)     | Mo Farah (GBR)                  | Imane Merga (ETH)        |
| 2013 | Mo Farah (GBR)           | Ibrahim Jeilan (ETH)            | Paul Tanui (KEN)         |
| 2015 | Mo Farah (GBR)           | Geoffrey Kipsang Kamworor (KEN) | Paul Tanui (KEN)         |
| 2017 | Mo Farah (GBR)           | Joshua Kiprui Cheptegei (UGA)   | Paul Tanui (KEN)         |
| 2019 | Joshua Cheptegei (UGA)   | Yomif Kejelcha (ETH)            | Rhonex Kipruto (KEN)     |

### Maraton
| CM   | Aur                         | Argint                     | Bronz                         |
| ---- | --------------------------- | -------------------------- | ----------------------------- |
| 1983 | Robert de Castella (AUS)    | Kebede Balcha (ETH)        | Waldemar Cierpinski (GDR)     |
| 1987 | Douglas Wakiihuri (KEN)     | Hussein Ahmed Salah (DJI)  | Gelindo Bordin (ITA)          |
| 1991 | Hiromi Taniguchi (JPN)      | Hussein Ahmed Salah (DJI)  | Steve Spence (USA)            |
| 1993 | Mark Plaatjes (USA)         | Luketz Swartbooi (NAM)     | Bert van Vlaanderen (NED)     |
| 1995 | Martín Fiz (ESP)            | Dionicio Cerón (MEX)       | Luíz Antônio dos Santos (BRA) |
| 1997 | Abel Antón (ESP)            | Martín Fiz (ESP)           | Steve Moneghetti (AUS)        |
| 1999 | Abel Antón (ESP)            | Vincenzo Modica (ITA)      | Nobuyuki Sato (JPN)           |
| 2001 | Gezahegne Abera (ETH)       | Simon Biwott (KEN)         | Stefano Baldini (ITA)         |
| 2003 | Jaouad Gharib (MAR)         | Julio Rey (ESP)            | Stefano Baldini (ITA)         |
| 2005 | Jaouad Gharib (MAR)         | Christopher Isengwe (TAN)  | Tsuyoshi Ogata (JPN)          |
| 2007 | Luke Kibet (KEN)            | Mubarak Hassan Shami (QAT) | Viktor Röthlin (SUI)          |
| 2009 | Abel Kirui (KEN)            | Emmanuel Mutai (KEN)       | Tsegaye Kebede (ETH)          |
| 2011 | Abel Kirui (KEN)            | Vincent Kipruto (KEN)      | Feyisa Lilesa (ETH)           |
| 2013 | Stephen Kiprotich (UGA)     | Lelisa Desisa (ETH)        | Tadese Tola (ETH)             |
| 2015 | Ghirmay Ghebreslassie (ERI) | Yemane Tsegay (ETH)        | Solomon Mutai (UGA)           |
| 2017 | Geoffrey Kirui (KEN)        | Tamirat Tola (ETH)         | Alphonce Simbu (TAN)          |
| 2019 | Lelisa Desisa (ETH)         | Mosinet Geremew (ETH)      | Amos Kipruto (KEN)            |

### Marș 20 km
| CM   | Aur                       | Argint                       | Bronz                      |
| ---- | ------------------------- | ---------------------------- | -------------------------- |
| 1983 | Ernesto Canto (MEX)       | Jozef Pribilinec (TCH)       | Yevgeniy Yevsyukov (URS)   |
| 1987 | Maurizio Damilano (ITA)   | Jozef Pribilinec (TCH)       | Josep Marín (ESP)          |
| 1991 | Maurizio Damilano (ITA)   | Mihail Șcennikov (URS)       | Yevgeniy Misyulya (URS)    |
| 1993 | Valentí Massana (ESP)     | Giovanni De Benedictis (ITA) | Daniel Plaza (ESP)         |
| 1995 | Michele Didoni (ITA)      | Valentí Massana (ESP)        | Yevgeniy Misyulya (BLR)    |
| 1997 | Daniel García (MEX)       | Mihail Șcennikov (RUS)       | Mikhail Khmelnitskiy (BLR) |
| 1999 | Ilia Markov (RUS)         | Jefferson Pérez (ECU)        | Daniel García (MEX)        |
| 2001 | Roman Rasskazov (RUS)     | Ilia Markov (RUS)            | Viktor Burayev (RUS)       |
| 2003 | Jefferson Pérez (ECU)     | Paquillo Fernández (ESP)     | Roman Rasskazov (RUS)      |
| 2005 | Jefferson Pérez (ECU)     | Paquillo Fernández (ESP)     | Juan Manuel Molina (ESP)   |
| 2007 | Jefferson Pérez (ECU)     | Paquillo Fernández (ESP)     | Hatem Ghoula (TUN)         |
| 2009 | Valeri Borcin (RUS)       | Wang Hao (CHN)               | Eder Sánchez (MEX)         |
| 2011 | Luis Fernando López (COL) | Wang Zhen (CHN)              | Kim Hyun-sub (KOR)         |
| 2013 | Aleksandr Ivanov (RUS)    | Chen Ding (CHN)              | Miguel Ángel López (ESP)   |
| 2015 | Miguel Ángel López (ESP)  | Wang Zhen (CHN)              | Benjamin Thorne (CAN)      |
| 2017 | Éider Arévalo (COL)       | Sergey Shirobokov (ANA)      | Caio Bonfim (BRA)          |
| 2019 | Toshikazu Yamanishi (JPN) | Vasiliy Mizinov (ANA)        | Perseus Karlström (SWE)    |

### Marș 50 km
| CM   | Aur                       | Argint                    | Bronz                     |
| ---- | ------------------------- | ------------------------- | ------------------------- |
| 1976 | Veniamin Soldatenko (URS) | Enrique Vera (MEX)        | Reima Salonen (FIN)       |
| 1983 | Ronald Weigel (GDR)       | José Marín (ESP)          | Sergey Yung (URS)         |
| 1987 | Hartwig Gauder (GDR)      | Ronald Weigel (GDR)       | Veaceslav Ivanenko (URS)  |
| 1991 | Aleksandr Potashov (URS)  | Andrei Perlov (URS)       | Hartwig Gauder (GER)      |
| 1993 | Jesús Ángel García (ESP)  | Valentin Kononen (FIN)    | Valeriy Spitsyn (RUS)     |
| 1995 | Valentin Kononen (FIN)    | Giovanni Perricelli (ITA) | Robert Korzeniowski (POL) |
| 1997 | Robert Korzeniowski (POL) | Jesús Ángel García (ESP)  | Miguel Rodríguez (MEX)    |
| 1999 | Ivano Brugnetti (ITA)     | Nikolay Matyukhin (RUS)   | Curt Clausen (USA)        |
| 2001 | Robert Korzeniowski (POL) | Jesús Ángel García (ESP)  | Edgar Hernández (MEX)     |
| 2003 | Robert Korzeniowski (POL) | German Skurygin (RUS)     | Andreas Erm (GER)         |
| 2005 | Serghei Kirdeapkin (RUS)  | Aleksey Voyevodin (RUS)   | Alex Schwazer (ITA)       |
| 2007 | Nathan Deakes (AUS)       | Yohann Diniz (FRA)        | Alex Schwazer (ITA)       |
| 2009 | Trond Nymark (NOR)        | Jesús Ángel García (ESP)  | Grzegorz Sudoł (POL)      |
| 2011 | Sergey Bakulin (RUS)      | Denis Nijegorodov (RUS)   | Jared Tallent (AUS)       |
| 2013 | Robert Heffernan (IRL)    | Mikhail Ryzhov (RUS)      | Jared Tallent (AUS)       |
| 2015 | Matej Tóth (SVK)          | Jared Tallent (AUS)       | Takayuki Tanii (JPN)      |
| 2017 | Yohann Diniz (FRA)        | Hirooki Arai (JPN)        | Kai Kobayashi (JPN)       |
| 2019 | Yusuke Suzuki (JPN)       | João Vieira (POR)         | Evan Dunfee (CAN)         |

### 110 m garduri
| CM   | Aur                    | Argint                  | Bronz                                              |
| ---- | ---------------------- | ----------------------- | -------------------------------------------------- |
| 1983 | Greg Foster (USA)      | Arto Bryggare (FIN)     | Willie Gault (USA)                                 |
| 1987 | Greg Foster (USA)      | Jon Ridgeon (GBR)       | Colin Jackson (GBR)                                |
| 1991 | Greg Foster (USA)      | Jack Pierce (USA)       | Tony Jarrett (GBR)                                 |
| 1993 | Colin Jackson (GBR)    | Tony Jarrett (GBR)      | Jack Pierce (USA)                                  |
| 1995 | Allen Johnson (USA)    | Tony Jarrett (GBR)      | Roger Kingdom (USA)                                |
| 1997 | Allen Johnson (USA)    | Colin Jackson (GBR)     | Igor Kováč (SVK)                                   |
| 1999 | Colin Jackson (GBR)    | Anier García (CUB)      | Duane Ross (USA)                                   |
| 2001 | Allen Johnson (USA)    | Anier García (CUB)      | Dudley Dorival (HAI)                               |
| 2003 | Allen Johnson (USA)    | Terrence Trammell (USA) | Liu Xiang (CHN)                                    |
| 2005 | Ladji Doucouré (FRA)   | Liu Xiang (CHN)         | Allen Johnson (USA)                                |
| 2007 | Liu Xiang (CHN)        | Terrence Trammell (USA) | David Payne (USA)                                  |
| 2009 | Ryan Brathwaite (BAR)  | Terrence Trammell (USA) | David Payne (USA)                                  |
| 2011 | Jason Richardson (USA) | Liu Xiang (CHN)         | Andy Turner (GBR)                                  |
| 2013 | David Oliver (USA)     | Ryan Wilson (USA)       | Serghei Șubenkov (RUS)                             |
| 2015 | Serghei Șubenkov (RUS) | Hansle Parchment (JAM)  | Aries Merritt (USA)                                |
| 2017 | Omar McLeod (JAM)      | Serghei Șubenkov (ANA)  | Balázs Baji (HUN)                                  |
| 2019 | Grant Holloway (USA)   | Serghei Șubenkov (ANA)  | Pascal Martinot-Lagarde (FRA) Orlando Ortega (SPA) |

### 400 m garduri
| CM   | Aur                    | Argint                  | Bronz                    |
| ---- | ---------------------- | ----------------------- | ------------------------ |
| 1983 | Edwin Moses (USA)      | Harald Schmid (FRG)     | Aleksandr Kharlov (URS)  |
| 1987 | Edwin Moses (USA)      | Danny Harris (USA)      | Harald Schmid (FRG)      |
| 1991 | Samuel Matete (ZAM)    | Winthrop Graham (JAM)   | Kriss Akabusi (GBR)      |
| 1993 | Kevin Young (USA)      | Samuel Matete (ZAM)     | Winthrop Graham (JAM)    |
| 1995 | Derrick Adkins (USA)   | Samuel Matete (ZAM)     | Stéphane Diagana (FRA)   |
| 1997 | Stéphane Diagana (FRA) | Llewellyn Herbert (RSA) | Bryan Bronson (USA)      |
| 1999 | Fabrizio Mori (ITA)    | Stéphane Diagana (FRA)  | Marcel Schelbert (SUI)   |
| 2001 | Félix Sánchez (DOM)    | Fabrizio Mori (ITA)     | Dai Tamesue (JPN)        |
| 2003 | Félix Sánchez (DOM)    | Joey Woody (USA)        | Periklis Iakovakis (GRE) |
| 2005 | Bershawn Jackson (USA) | James Carter (USA)      | Dai Tamesue (JPN)        |
| 2007 | Kerron Clement (USA)   | Félix Sánchez (DOM)     | Marek Plawgo (POL)       |
| 2009 | Kerron Clement (USA)   | Javier Culson (PUR)     | Bershawn Jackson (USA)   |
| 2011 | Dai Greene (GBR)       | Javier Culson (PUR)     | L. J. van Zyl (RSA)      |
| 2013 | Jehue Gordon (TRI)     | Michael Tinsley (USA)   | Emir Bekrić (SRB)        |
| 2015 | Nicholas Bett (KEN)    | Denis Kudryavtsev (RUS) | Jeffery Gibson (BAH)     |
| 2017 | Karsten Warholm (NOR)  | Yasmani Copello (TUR)   | Kerron Clement (USA)     |
| 2019 | Karsten Warholm (NOR)  | Rai Benjamin (USA)      | Abderrahman Samba (QAT)  |

### 3000 m garduri
| CM   | Aur                        | Argint                     | Bronz                             |
| ---- | -------------------------- | -------------------------- | --------------------------------- |
| 1983 | Patriz Ilg (FRG)           | Bogusław Mamiński (POL)    | Colin Reitz (GBR)                 |
| 1987 | Francesco Panetta (ITA)    | Hagen Melzer (GDR)         | William Van Dijck (BEL)           |
| 1991 | Moses Kiptanui (KEN)       | Patrick Sang (KEN)         | Azzedine Brahmi (ALG)             |
| 1993 | Moses Kiptanui (KEN)       | Patrick Sang (KEN)         | Alessandro Lambruschini (ITA)     |
| 1995 | Moses Kiptanui (KEN)       | Christopher Koskei (KEN)   | Saad Al-Asmari (KSA)              |
| 1997 | Wilson Boit Kipketer (KEN) | Moses Kiptanui (KEN)       | Bernard Barmasai (KEN)            |
| 1999 | Christopher Koskei (KEN)   | Wilson Boit Kipketer (KEN) | Ali Ezzine (MAR)                  |
| 2001 | Reuben Kosgei (KEN)        | Ali Ezzine (MAR)           | Bernard Barmasai (KEN)            |
| 2003 | Saif Saaeed Shaheen (QAT)  | Ezekiel Kemboi (KEN)       | Eliseo Martín (ESP)               |
| 2005 | Saif Saaeed Shaheen (QAT)  | Ezekiel Kemboi (KEN)       | Brimin Kipruto (KEN)              |
| 2007 | Brimin Kipruto (KEN)       | Ezekiel Kemboi (KEN)       | Richard Mateelong (KEN)           |
| 2009 | Ezekiel Kemboi (KEN)       | Richard Mateelong (KEN)    | Bouabdellah Tahri (FRA)           |
| 2011 | Ezekiel Kemboi (KEN)       | Brimin Kipruto (KEN)       | Mahiedine Mekhissi-Benabbad (FRA) |
| 2013 | Ezekiel Kemboi (KEN)       | Conseslus Kipruto (KEN)    | Mahiedine Mekhissi-Benabbad (FRA) |
| 2015 | Ezekiel Kemboi (KEN)       | Conseslus Kipruto (KEN)    | Brimin Kipruto (KEN)              |
| 2017 | Conseslus Kipruto (KEN)    | Soufiane El Bakkali (MAR)  | Evan Jager (USA)                  |
| 2019 | Conseslus Kipruto (KEN)    | Lamecha Girma (ETH)        | Soufiane El Bakkali (MAR)         |

### 4 x 100 m Ștafetă
| CM   | Aur                                                                                                  | Argint                                                                                              | Bronz                                                                                         |
| ---- | --- | --------------------------------------------------------------------------------------------------- | --------------------------------------------------------------------------------------------- |
| 1983 | Statele Unite ale Americii Emmit King Willie Gault Calvin Smith Carl Lewis                           | Italia Stefano Tilli Carlo Simionato Pierfrancesco Pavoni Pietro Mennea                             | Uniunea Sovietică Andrey Prokofyev Nikolay Sidorov Vladimir Muravyov Viktor Bryzhin           |
| 1987 | Statele Unite ale Americii Lee McRae Lee Vernon McNeill Harvey Glance Carl Lewis                     | Uniunea Sovietică Aleksandr Evgheniev Viktor Bryzhin Vladimir Muravyov Vladimir Krâlov              | Jamaica John Mair Andrew Smith Clive Wright Ray Stewart                                       |
| 1991 | Statele Unite ale Americii Andre Cason Leroy Burrell Dennis Mitchell Carl Lewis                      | Franța Max Morinière Daniel Sangouma Jean-Charles Trouabal Bruno Marie-Rose                         | Regatul Unit Tony Jarrett John Regis Darren Braithwaite Linford Christie                      |
| 1993 | Statele Unite ale Americii Jon Drummond Andre Cason Dennis Mitchell Leroy Burrell Calvin Smith*      | Regatul Unit Colin Jackson Tony Jarrett John Regis Linford Christie Jason John* Darren Braithwaite* | Canada Robert Esmie Glenroy Gilbert Bruny Surin Atlee Mahorn                                  |
| 1995 | Canada Donovan Bailey Robert Esmie Glenroy Gilbert Bruny Surin                                       | Australia Paul Henderson Tim Jackson Steve Brimacombe Damien Marsh                                  | Italia Giovanni Puggioni Ezio Madonia Angelo Cipolloni Sandro Floris                          |
| 1997 | Canada Robert Esmie Glenroy Gilbert Bruny Surin Donovan Bailey Carlton Chambers*                     | Nigeria Osmond Ezinwa Olapade Adeniken Francis Obikwelu Davidson Ezinwa                             | Regatul Unit Darren Braithwaite Darren Campbell Douglas Walker Julian Golding Dwain Chambers* |
| 1999 | Statele Unite ale Americii Jon Drummond Tim Montgomery Brian Lewis Maurice Greene                    | Regatul Unit Jason Gardener Darren Campbell Marlon Devonish Dwain Chambers Allyn Condon*            | Brazilia Raphael de Oliveira Claudinei da Silva Édson Ribeiro André Domingos                  |
| 2001 | Africa de Sud Morné Nagel Corné du Plessis Lee-Roy Newton Matthew Quinn                              | Trinidad-Tobago Marc Burns Ato Boldon Jacey Harper Darrel Brown                                     | Australia Matt Shirvington Paul Di Bella Steve Brimacombe Adam Basil                          |
| 2003 | Statele Unite ale Americii John Capel Bernard Williams Darvis Patton Joshua J. Johnson               | Brazilia Vicente de Lima Édson Ribeiro André Domingos Cláudio Roberto Souza                         | Țările de Jos Timothy Beck Troy Douglas Patrick van Balkom Caimin Douglas Guus Hoogmoed*      |
| 2005 | Franța Ladji Doucouré Ronald Pognon Eddy De Lépine Lueyi Dovy Oudéré Kankarafou*                     | Trinidad-Tobago Kevon Pierre Marc Burns Jacey Harper Darrel Brown                                   | Regatul Unit Jason Gardener Marlon Devonish Christian Malcolm Mark Lewis-Francis              |
| 2007 | Statele Unite ale Americii Darvis Patton Wallace Spearmon Tyson Gay Leroy Dixon Rodney Martin*       | Jamaica Marvin Anderson Usain Bolt Nesta Carter Asafa Powell Dwight Thomas* Steve Mullings*         | Regatul Unit Christian Malcolm Craig Pickering Marlon Devonish Mark Lewis-Francis             |
| 2009 | Jamaica Steve Mullings Michael Frater Usain Bolt Asafa Powell Dwight Thomas* Lerone Clarke*          | Trinidad-Tobago Darrel Brown Marc Burns Emmanuel Callender Richard Thompson Keston Bledman*         | Regatul Unit Simeon Williamson Tyrone Edgar Marlon Devonish Harry Aikines-Aryeetey            |
| 2011 | Jamaica Nesta Carter Michael Frater Yohan Blake Usain Bolt Dexter Lee*                               | Franța Teddy Tinmar Christophe Lemaitre Yannick Lesourd Jimmy Vicaut                                | Sfântul Kitts și Nevis Jason Rogers Kim Collins Antoine Adams Brijesh Lawrence                |
| 2013 | Jamaica Nesta Carter Kemar Bailey-Cole Nickel Ashmeade Usain Bolt Warren Weir* Oshane Bailey*        | Statele Unite ale Americii Charles Silmon Mike Rodgers Mookie Salaam Justin Gatlin                  | Canada Gavin Smellie Aaron Brown Dontae Richards-Kwok Justyn Warner                           |
| 2015 | Jamaica Nesta Carter Asafa Powell Nickel Ashmeade Usain Bolt Rasheed Dwyer*                          | China Mo Youxue Xie Zhenye Su Bingtian Zhang Peimeng                                                | Canada Aaron Brown Andre De Grasse Brendon Rodney Justyn Warner                               |
| 2017 | Regatul Unit Chijindu Ujah Adam Gemili Danny Talbot Nethaneel Mitchell-Blake                         | Statele Unite ale Americii Mike Rodgers Justin Gatlin Jaylen Bacon Christian Coleman BeeJay Lee*    | Japonia Shuhei Tada Shōta Iizuka Yoshihide Kiryū Kenji Fujimitsu Asuka Cambridge*             |
| 2019 | Statele Unite ale Americii Christian Coleman Justin Gatlin Mike Rodgers Noah Lyles Cravon Gillespie* | Regatul Unit Adam Gemili Zharnel Hughes Richard Kilty Nethaneel Mitchell-Blake                      | Japonia Shuhei Tada Kirara Shiraishi Yoshihide Kiryū Abdul Hakim Sani Brown Yuki Koike*       |

### 4 x 400 m Ștafetă
| CM   | Aur | Argint | Bronz |
| ---- | --- | --- | --- |
| 1983 | Uniunea Sovietică Sergey Lovachov Aliaksandr Trashchyla Nikolay Chernetskiy Viktor Markin                                      | RFG Erwin Skamrahl Jörg Vaihinger Harald Schmid Hartmut Weber Martin Weppler* Edgar Nakladal*                      | Regatul Unit Ainsley Bennett Garry Cook Todd Bennett Phil Brown Kriss Akabusi*                              |
| 1987 | Statele Unite ale Americii Danny Everett Roddie Haley Antonio McKay Butch Reynolds Michael Franks* Raymond Pierre*             | Regatul Unit Derek Redmond Kriss Akabusi Roger Black Phil Brown Todd Bennett* Mark Thomas*                         | Cuba Leandro Peñalver Agustín Pavó Lázaro Martínez Roberto Hernández                                        |
| 1991 | Regatul Unit Roger Black Derek Redmond John Regis Kriss Akabusi Ade Mafe* Mark Richardson*                                     | Statele Unite ale Americii Andrew Valmon Quincy Watts Danny Everett Antonio Pettigrew Jeff Reynolds* Mark Everett* | Jamaica Patrick O'Connor Devon Morris Winthrop Graham Seymour Fagan Howard Burnett*                         |
| 1993 | Statele Unite ale Americii Andrew Valmon Quincy Watts Butch Reynolds Michael Johnson Antonio Pettigrew* Derek Mills*           | Kenya Kennedy Ochieng Simon Kemboi Abednego Matilu Samson Kitur                                                    | Germania Rico Lieder Karsten Just Olaf Hense Thomas Schönlebe                                               |
| 1995 | Statele Unite ale Americii Marlon Ramsey Derek Mills Butch Reynolds Michael Johnson Kevin Lyles* Darnell Hall*                 | Jamaica Michael McDonald Davian Clarke Danny McFarlane Greg Haughton Dennis Blake*                                 | Nigeria Udeme Ekpeyong Kunle Adejuyigbe Jude Monye Sunday Bada                                              |
| 1997 | Regatul Unit Iwan Thomas Roger Black Jamie Baulch Mark Richardson Mark Hylton*                                                 | Jamaica Michael McDonald Greg Haughton Danny McFarlane Davian Clarke Linval Laird*                                 | Polonia Tomasz Czubak Piotr Rysiukiewicz Piotr Haczek Robert Maćkowiak                                      |
| 1999 | Polonia Tomasz Czubak Robert Maćkowiak Jacek Bocian Piotr Haczek Piotr Długosielski*                                           | Jamaica Michael McDonald Greg Haughton Danny McFarlane Davian Clarke Paston Coke* Omar Brown*                      | Africa de Sud Jopie van Oudtshoorn Hendrick Mokganyetsi Adriaan Botha Arnaud Malherbe                       |
| 2001 | Bahamas Avard Moncur Chris Brown Troy McIntosh Timothy Munnings Carl Oliver*                                                   | Jamaica Brandon Simpson Christopher Williams Greg Haughton Danny McFarlane Michael Blackwood* Mario Watts*         | Polonia Rafał Wieruszewski Piotr Haczek Piotr Długosielski Piotr Rysiukiewicz Jacek Bocian*                 |
| 2003 | Franța Leslie Djhone Naman Keïta Stéphane Diagana Marc Raquil Ahmed Douhou*                                                    | Jamaica Brandon Simpson Danny McFarlane Davian Clarke Michael Blackwood Michael Campbell* Lansford Spence*         | Bahamas Avard Moncur Dennis Darling Nathaniel McKinney Chris Brown Carl Oliver*                             |
| 2005 | Statele Unite ale Americii Andrew Rock Derrick Brew Darold Williamson Jeremy Wariner Miles Smith* LaShawn Merritt*             | Bahamas Nathaniel McKinney Avard Moncur Andrae Williams Chris Brown Troy McIntosh*                                 | Jamaica Sanjay Ayre Brandon Simpson Lansford Spence Davian Clarke Michael Blackwood*                        |
| 2007 | Statele Unite ale Americii LaShawn Merritt Angelo Taylor Darold Williamson Jeremy Wariner Bershawn Jackson* Kerron Clement*    | Bahamas Avard Moncur Michael Mathieu Andrae Williams Chris Brown Nathaniel McKinney*                               | Polonia Marek Plawgo Daniel Dąbrowski Marcin Marciniszyn Kacper Kozłowski Rafał Wieruszewski* Witold Bańka* |
| 2009 | Statele Unite ale Americii Angelo Taylor Jeremy Wariner Kerron Clement LaShawn Merritt Lionel Larry* Bershawn Jackson*         | Regatul Unit Conrad Williams Michael Bingham Robert Tobin Martyn Rooney Dai Greene*                                | Australia John Steffensen Ben Offereins Tristan Thomas Sean Wroe Joel Milburn*                              |
| 2011 | Statele Unite ale Americii Greg Nixon Bershawn Jackson Angelo Taylor LaShawn Merritt Jamaal Torrance* Michael Berry*           | Africa de Sud Shane Victor Ofentse Mogawane Willem de Beer L. J. van Zyl Oscar Pistorius*                          | Jamaica Allodin Fothergill Jermaine Gonzales Riker Hylton Leford Green Lansford Spence*                     |
| 2013 | Statele Unite ale Americii David Verburg Tony McQuay Arman Hall LaShawn Merritt James Harris* Joshua Mance*                    | Jamaica Rusheen McDonald Edino Steele Omar Johnson Javon Francis Javere Bell*                                      | Regatul Unit Conrad Williams Martyn Rooney Michael Bingham Nigel Levine Jamie Bowie*                        |
| 2015 | Statele Unite ale Americii David Verburg Tony McQuay Bryshon Nellum LaShawn Merritt Kyle Clemons* Vernon Norwood*              | Trinidad-Tobago Renny Quow Lalonde Gordon Deon Lendore Machel Cedenio Jarrin Solomon*                              | Regatul Unit Rabah Yousif Delano Williams Jarryd Dunn Martyn Rooney                                         |
| 2017 | Trinidad-Tobago Jarrin Solomon Jereem Richards Machel Cedenio Lalonde Gordon Renny Quow*                                       | Statele Unite ale Americii Wil London Gil Roberts Michael Cherry Fred Kerley Bryshon Nellum* Tony McQuay*          | Regatul Unit Matthew Hudson-Smith Rabah Yousif Dwayne Cowan Martyn Rooney Jack Green*                       |
| 2019 | Statele Unite ale Americii Fred Kerley Michael Cherry Wil London Rai Benjamin Tyrell Richard* Vernon Norwood* Nathan Strother* | Jamaica Akeem Bloomfield Nathon Allen Terry Thomas Demish Gaye Javon Francis*                                      | Belgia · Jonathan Sacoor · Robin Vanderbemden · Dylan Borlée · Kevin Borlée · Julien Watrin*                |

### Săritură la înălțime
| CM   | Aur                      | Argint                                         | Bronz                                     |
| ---- | ------------------------ | ---------------------------------------------- | ----------------------------------------- |
| 1983 | Hennadi Avdeenko (URS)   | Tyke Peacock (USA)                             | Zhu Jianhua (CHN)                         |
| 1987 | Patrik Sjöberg (SWE)     | Hennadi Avdeenko (URS) Igor Paklin (URS)       |                                           |
| 1991 | Charles Austin (USA)     | Javier Sotomayor (CUB)                         | Hollis Conway (USA)                       |
| 1993 | Javier Sotomayor (CUB)   | Artur Partyka (POL)                            | Steve Smith (GBR)                         |
| 1995 | Troy Kemp (BAH)          | Javier Sotomayor (CUB)                         | Artur Partyka (POL)                       |
| 1997 | Javier Sotomayor (CUB)   | Artur Partyka (POL)                            | Tim Forsyth (AUS)                         |
| 1999 | Veaceslav Voronin (RUS)  | Mark Boswell (CAN)                             | Martin Buß (GER)                          |
| 2001 | Martin Buß (GER)         | Iaroslav Râbakov (RUS) Veaceslav Voronin (RUS) |                                           |
| 2003 | Jacques Freitag (RSA)    | Stefan Holm (SWE)                              | Mark Boswell (CAN)                        |
| 2005 | Iuri Krâmarenko (UKR)    | Víctor Moya (CUB) Iaroslav Râbakov (RUS)       |                                           |
| 2007 | Donald Thomas (BAH)      | Iaroslav Râbakov (RUS)                         | Kyriakos Ioannou (CYP)                    |
| 2009 | Iaroslav Râbakov (RUS)   | Kyriakos Ioannou (CYP)                         | Sylwester Bednarek (POL) Raúl Spank (GER) |
| 2011 | Jesse Williams (USA)     | Aleksey Dmitrik (RUS)                          | Trevor Barry (BAH)                        |
| 2013 | Bohdan Bondarenko (UKR)  | Mutaz Essa Barshim (QAT)                       | Derek Drouin (CAN)                        |
| 2015 | Derek Drouin (CAN)       | Bohdan Bondarenko (UKR) Zhang Guowei (CHN)     |                                           |
| 2017 | Mutaz Essa Barshim (QAT) | Danil Lysenko (ANA)                            | Majd Eddin Ghazal (SYR)                   |
| 2019 | Mutaz Essa Barshim (QAT) | Mikhail Akimenko (ANA)                         | Ilya Ivanyuk (ANA)                        |

### Săritură cu prăjina
| CM   | Aur                       | Argint                   | Bronz                                                               |
| ---- | ------------------------- | ------------------------ | ------------------------------------------------------------------- |
| 1983 | Serhii Bubka (URS)        | Konstantin Volkov (URS)  | Atanas Tarev (BUL)                                                  |
| 1987 | Serhii Bubka (URS)        | Thierry Vigneron (FRA)   | Radion Gataullin (URS)                                              |
| 1991 | Serhii Bubka (URS)        | István Bagyula (HUN)     | Maksim Tarasov (URS)                                                |
| 1993 | Serhii Bubka (UKR)        | Grigori Egorov (KAZ)     | Maksim Tarasov (RUS) Igor Trandenkov (RUS)                          |
| 1995 | Serhii Bubka (UKR)        | Maksim Tarasov (RUS)     | Jean Galfione (FRA)                                                 |
| 1997 | Serhii Bubka (UKR)        | Maksim Tarasov (RUS)     | Dean Starkey (USA)                                                  |
| 1999 | Maksim Tarasov (RUS)      | Dmitri Markov (AUS)      | Aleksandr Averbukh (ISR)                                            |
| 2001 | Dmitri Markov (AUS)       | Aleksandr Averbukh (ISR) | Nick Hysong (USA)                                                   |
| 2003 | Giuseppe Gibilisco (ITA)  | Okkert Brits (RSA)       | Patrik Kristiansson (SWE)                                           |
| 2005 | Rens Blom (NED)           | Brad Walker (USA)        | Pavel Gerasimov (RUS)                                               |
| 2007 | Brad Walker (USA)         | Romain Mesnil (FRA)      | Danny Ecker (GER)                                                   |
| 2009 | Steve Hooker (AUS)        | Romain Mesnil (FRA)      | Renaud Lavillenie (FRA)                                             |
| 2011 | Paweł Wojciechowski (POL) | Lázaro Borges (CUB)      | Renaud Lavillenie (FRA)                                             |
| 2013 | Raphael Holzdeppe (GER)   | Renaud Lavillenie (FRA)  | Björn Otto (GER)                                                    |
| 2015 | Shawnacy Barber (CAN)     | Raphael Holzdeppe (GER)  | Renaud Lavillenie (FRA) Pawel Wojciechowski (POL) Piotr Lisek (POL) |
| 2017 | Sam Kendricks (USA)       | Piotr Lisek (POL)        | Renaud Lavillenie (FRA)                                             |
| 2019 | Sam Kendricks (USA)       | Armand Duplantis (SWE)   | Piotr Lisek (POL)                                                   |

### Săritură în lungime
| CM   | Aur                    | Argint                       | Bronz                        |
| ---- | ---------------------- | ---------------------------- | ---------------------------- |
| 1983 | Carl Lewis (USA)       | Jason Grimes (USA)           | Mike Conley (USA)            |
| 1987 | Carl Lewis (USA)       | Robert Emmiyan (URS)         | Larry Myricks (USA)          |
| 1991 | Mike Powell (USA)      | Carl Lewis (USA)             | Larry Myricks (USA)          |
| 1993 | Mike Powell (USA)      | Stanislav Tarasenko (RUS)    | Vitaliy Kyrylenko (UKR)      |
| 1995 | Iván Pedroso (CUB)     | James Beckford (JAM)         | Mike Powell (USA)            |
| 1997 | Iván Pedroso (CUB)     | Erick Walder (USA)           | Kirill Sosunov (RUS)         |
| 1999 | Iván Pedroso (CUB)     | Yago Lamela (ESP)            | Gregor Cankar (SLO)          |
| 2001 | Iván Pedroso (CUB)     | Savanté Stringfellow (USA)   | Carlos Calado (POR)          |
| 2003 | Dwight Phillips (USA)  | James Beckford (JAM)         | Yago Lamela (ESP)            |
| 2005 | Dwight Phillips (USA)  | Ignisious Gaisah (GHA)       | Tommi Evilä (FIN)            |
| 2007 | Irving Saladino (PAN)  | Andrew Howe (ITA)            | Dwight Phillips (USA)        |
| 2009 | Dwight Phillips (USA)  | Godfrey Khotso Mokoena (RSA) | Mitchell Watt (AUS)          |
| 2011 | Dwight Phillips (USA)  | Mitchell Watt (AUS)          | Ngonidzashe Makusha (ZIM)    |
| 2013 | Aleksandr Menkov (RUS) | Ignisious Gaisah (NED)       | Luis Rivera (MEX)            |
| 2015 | Greg Rutherford (GBR)  | Fabrice Lapierre (AUS)       | Wang Jianan (CHN)            |
| 2017 | Luvo Manyonga (RSA)    | Jarrion Lawson (USA)         | Ruswahl Samaai (RSA)         |
| 2019 | Tajay Gayle (JAM)      | Jeff Henderson (USA)         | Juan Miguel Echevarría (CUB) |

### Triplusalt
| CM   | Aur                     | Argint                     | Bronz                      |
| ---- | ----------------------- | -------------------------- | -------------------------- |
| 1983 | Zdzisław Hoffmann (POL) | Willie Banks (USA)         | Ajayi Agbebaku (NGR)       |
| 1987 | Hristo Markov (BUL)     | Mike Conley (USA)          | Oleg Sakirkin (URS)        |
| 1991 | Kenny Harrison (USA)    | Leonid Voloșin (URS)       | Mike Conley (USA)          |
| 1993 | Mike Conley (USA)       | Leonid Voloșin (RUS)       | Jonathan Edwards (GBR)     |
| 1995 | Jonathan Edwards (GBR)  | Brian Wellman (BER)        | Jérôme Romain (DMA)        |
| 1997 | Yoelbi Quesada (CUB)    | Jonathan Edwards (GBR)     | Aliecer Urrutia (CUB)      |
| 1999 | Charles Friedek (GER)   | Rostislav Dimitrov (BUL)   | Jonathan Edwards (GBR)     |
| 2001 | Jonathan Edwards (GBR)  | Christian Olsson (SWE)     | Igor Spasovkhodskiy (RUS)  |
| 2003 | Christian Olsson (SWE)  | Yoandri Betanzos (CUB)     | Leevan Sands (BAH)         |
| 2005 | Walter Davis (USA)      | Yoandri Betanzos (CUB)     | Marian Oprea (ROU)         |
| 2007 | Nelson Évora (POR)      | Jadel Gregório (BRA)       | Walter Davis (USA)         |
| 2009 | Phillips Idowu (GBR)    | Nelson Évora (POR)         | Alexis Copello (CUB)       |
| 2011 | Christian Taylor (USA)  | Phillips Idowu (GBR)       | Will Claye (USA)           |
| 2013 | Teddy Tamgho (FRA)      | Pedro Pablo Pichardo (CUB) | Will Claye (USA)           |
| 2015 | Christian Taylor (USA)  | Pedro Pablo Pichardo (CUB) | Nelson Évora (POR)         |
| 2017 | Christian Taylor (USA)  | Will Claye (USA)           | Nelson Évora (POR)         |
| 2019 | Christian Taylor (USA)  | Will Claye (USA)           | Hugues Fabrice Zango (BUR) |

### Aruncare cu sulița
| CM   | Aur                       | Argint                       | Bronz                        |
| ---- | ------------------------- | ---------------------------- | ---------------------------- |
| 1983 | Detlef Michel (GDR)       | Tom Petranoff (USA)          | Dainis Kūla (URS)            |
| 1987 | Seppo Räty (FIN)          | Viktor Yevsyukov (URS)       | Jan Železný (TCH)            |
| 1991 | Kimmo Kinnunen (FIN)      | Seppo Räty (FIN)             | Vladimir Sasimovich (URS)    |
| 1993 | Jan Železný (CZE)         | Kimmo Kinnunen (FIN)         | Mick Hill (GBR)              |
| 1995 | Jan Železný (CZE)         | Steve Backley (GBR)          | Boris Henry (GER)            |
| 1997 | Marius Corbett (RSA)      | Steve Backley (GBR)          | Konstadinos Gatsioudis (GRE) |
| 1999 | Aki Parviainen (FIN)      | Konstadinos Gatsioudis (GRE) | Jan Železný (CZE)            |
| 2001 | Jan Železný (CZE)         | Aki Parviainen (FIN)         | Konstadinos Gatsioudis (GRE) |
| 2003 | Serghei Makarov (RUS)     | Andrus Värnik (EST)          | Boris Henry (GER)            |
| 2005 | Andrus Värnik (EST)       | Andreas Thorkildsen (NOR)    | Serghei Makarov (RUS)        |
| 2007 | Tero Pitkämäki (FIN)      | Andreas Thorkildsen (NOR)    | Breaux Greer (USA)           |
| 2009 | Andreas Thorkildsen (NOR) | Guillermo Martínez (CUB)     | Yukifumi Murakami (JPN)      |
| 2011 | Matthias de Zordo (GER)   | Andreas Thorkildsen (NOR)    | Guillermo Martínez (CUB)     |
| 2013 | Vítězslav Veselý (CZE)    | Tero Pitkämäki (FIN)         | Dmitriy Tarabin (RUS)        |
| 2015 | Julius Yego (KEN)         | Ihab Abdelrahman (EGY)       | Tero Pitkämäki (FIN)         |
| 2017 | Johannes Vetter (GER)     | Jakub Vadlejch (CZE)         | Petr Frydrych (CZE)          |
| 2019 | Anderson Peters (GRN)     | Magnus Kirt (EST)            | Johannes Vetter (GER)        |

### Aruncare cu discul
| CM   | Aur                      | Argint                      | Bronz                     |
| ---- | ------------------------ | --------------------------- | ------------------------- |
| 1983 | Imrich Bugár (TCH)       | Luis Delís (CUB)            | Géjza Valent (TCH)        |
| 1987 | Jürgen Schult (GDR)      | John Powell (USA)           | Luis Delís (CUB)          |
| 1991 | Lars Riedel (GER)        | Erik de Bruin (NED)         | Attila Horváth (HUN)      |
| 1993 | Lars Riedel (GER)        | Dmitry Shevchenko (RUS)     | Jürgen Schult (GER)       |
| 1995 | Lars Riedel (GER)        | Vladimir Dubrovshchik (BLR) | Vasiliy Kaptyukh (BLR)    |
| 1997 | Lars Riedel (GER)        | Virgilijus Alekna (LTU)     | Jürgen Schult (GER)       |
| 1999 | Anthony Washington (USA) | Jürgen Schult (GER)         | Lars Riedel (GER)         |
| 2001 | Lars Riedel (GER)        | Virgilijus Alekna (LTU)     | Michael Möllenbeck (GER)  |
| 2003 | Virgilijus Alekna (LTU)  | Róbert Fazekas (HUN)        | Vasiliy Kaptyukh (BLR)    |
| 2005 | Virgilijus Alekna (LTU)  | Gerd Kanter (EST)           | Michael Möllenbeck (GER)  |
| 2007 | Gerd Kanter (EST)        | Robert Harting (GER)        | Rutger Smith (NED)        |
| 2009 | Robert Harting (GER)     | Piotr Małachowski (POL)     | Gerd Kanter (EST)         |
| 2011 | Robert Harting (GER)     | Gerd Kanter (EST)           | Ehsan Haddadi (IRI)       |
| 2013 | Robert Harting (GER)     | Piotr Małachowski (POL)     | Gerd Kanter (EST)         |
| 2015 | Piotr Małachowski (POL)  | Philip Milanov (BEL)        | Robert Urbanek (POL)      |
| 2017 | Andrius Gudžius (LTU)    | Daniel Ståhl (SWE)          | Mason Finley (USA)        |
| 2019 | Daniel Ståhl (SWE)       | Fedrick Dacres (JAM)        | Lukas Weißhaidinger (AUT) |

### Aruncare cu greutatea
| CM   | Aur                      | Argint                  | Bronz                    |
| ---- | ------------------------ | ----------------------- | ------------------------ |
| 1983 | Edward Sarul (POL)       | Ulf Timmermann (GDR)    | Remigius Machura (TCH)   |
| 1987 | Werner Günthör (SUI)     | Alessandro Andrei (ITA) | John Brenner (USA)       |
| 1991 | Werner Günthör (SUI)     | Lars Arvid Nilsen (NOR) | Aleksandr Klimenko (URS) |
| 1993 | Werner Günthör (SUI)     | Randy Barnes (USA)      | Oleksandr Bagaci (UKR)   |
| 1995 | John Godina (USA)        | Mika Halvari (FIN)      | Randy Barnes (USA)       |
| 1997 | John Godina (USA)        | Oliver-Sven Buder (GER) | C. J. Hunter (USA)       |
| 1999 | C. J. Hunter (USA)       | Oliver-Sven Buder (GER) | Oleksandr Bagaci (UKR)   |
| 2001 | John Godina (USA)        | Adam Nelson (USA)       | Arsi Harju (FIN)         |
| 2003 | Andrei Mikhnevich (BLR)  | Adam Nelson (USA)       | Yuriy Bilonoh (UKR)      |
| 2005 | Adam Nelson (USA)        | Rutger Smith (NED)      | Ralf Bartels (GER)       |
| 2007 | Reese Hoffa (USA)        | Adam Nelson (USA)       | Rutger Smith (NED)       |
| 2009 | Christian Cantwell (USA) | Tomasz Majewski (POL)   | Ralf Bartels (GER)       |
| 2011 | David Storl (GER)        | Dylan Armstrong (CAN)   | Christian Cantwell (USA) |
| 2013 | David Storl (GER)        | Ryan Whiting (USA)      | Dylan Armstrong (CAN)    |
| 2015 | Joe Kovacs (USA)         | David Storl (GER)       | O'Dayne Richards (JAM)   |
| 2017 | Tom Walsh (NZL)          | Joe Kovacs (USA)        | Stipe Žunić (CRO)        |
| 2019 | Joe Kovacs (USA)         | Ryan Crouser (USA)      | Tom Walsh (NZL)          |

### Aruncare cu ciocanul
| CM   | Aur                      | Argint                  | Bronz                                       |
| ---- | ------------------------ | ----------------------- | ------------------------------------------- |
| 1983 | Serghei Litvinov (URS)   | Yuriy Sedykh (URS)      | Zdzisław Kwaśny (POL)                       |
| 1987 | Serghei Litvinov (URS)   | Jüri Tamm (URS)         | Ralf Haber (GDR)                            |
| 1991 | Yuriy Sedykh (URS)       | Ihar Astapkovici (URS)  | Heinz Weis (GER)                            |
| 1993 | Andrey Abduvaliyev (TJK) | Ihar Astapkovici (BLR)  | Tibor Gécsek (HUN)                          |
| 1995 | Andrey Abduvaliyev (TJK) | Ihar Astapkovici (BLR)  | Tibor Gécsek (HUN)                          |
| 1997 | Heinz Weis (GER)         | Andriy Skvaruk (UKR)    | Vasili Sidorenko (RUS)                      |
| 1999 | Karsten Kobs (GER)       | Zsolt Németh (HUN)      | Vladyslav Piskunov (UKR)                    |
| 2001 | Szymon Ziółkowski (POL)  | Kōji Murofushi (JPN)    | Ilya Konovalov (RUS)                        |
| 2003 | Ivan Tsikhan (BLR)       | Adrián Annus (HUN)      | Kōji Murofushi (JPN)                        |
| 2005 | Szymon Ziółkowski (POL)  | Markus Esser (GER)      | Olli-Pekka Karjalainen (FIN)                |
| 2007 | Ivan Tsikhan (BLR)       | Primož Kozmus (SLO)     | Libor Charfreitag (SVK)                     |
| 2009 | Primož Kozmus (SLO)      | Szymon Ziółkowski (POL) | Aleksey Zagornyi (RUS)                      |
| 2011 | Kōji Murofushi (JPN)     | Krisztián Pars (HUN)    | Primož Kozmus (SLO)                         |
| 2013 | Paweł Fajdek (POL)       | Krisztián Pars (HUN)    | Lukáš Melich (CZE)                          |
| 2015 | Paweł Fajdek (POL)       | Dilshod Nazarov (TJK)   | Wojciech Nowicki (POL)                      |
| 2017 | Paweł Fajdek (POL)       | Valeriy Pronkin (ANA)   | Wojciech Nowicki (POL)                      |
| 2019 | Paweł Fajdek (POL)       | Quentin Bigot (FRA)     | Bence Halász (HUN) · Wojciech Nowicki (POL) |

### Decatlon
| CM   | Aur                  | Argint                  | Bronz                     |
| ---- | -------------------- | ----------------------- | ------------------------- |
| 1983 | Daley Thompson (GBR) | Jürgen Hingsen (FRG)    | Siegfried Wentz (FRG)     |
| 1987 | Torsten Voss (GDR)   | Siegfried Wentz (FRG)   | Pavel Tarnavetskiy (URS)  |
| 1991 | Dan O'Brien (USA)    | Mike Smith (CAN)        | Christian Schenk (GER)    |
| 1993 | Dan O'Brien (USA)    | Eduard Hämäläinen (BLR) | Paul Meier (GER)          |
| 1995 | Dan O'Brien (USA)    | Eduard Hämäläinen (BLR) | Mike Smith (CAN)          |
| 1997 | Tomáš Dvořák (CZE)   | Eduard Hämäläinen (FIN) | Frank Busemann (GER)      |
| 1999 | Tomáš Dvořák (CZE)   | Dean Macey (GBR)        | Chris Huffins (USA)       |
| 2001 | Tomáš Dvořák (CZE)   | Erki Nool (EST)         | Dean Macey (GBR)          |
| 2003 | Tom Pappas (USA)     | Roman Šebrle (CZE)      | Dmitry Karpov (KAZ)       |
| 2005 | Bryan Clay (USA)     | Roman Šebrle (CZE)      | Attila Zsivoczky (HUN)    |
| 2007 | Roman Šebrle (CZE)   | Maurice Smith (JAM)     | Dmitry Karpov (KAZ)       |
| 2009 | Trey Hardee (USA)    | Leonel Suárez (CUB)     | Aleksandr Pogorelov (RUS) |
| 2011 | Trey Hardee (USA)    | Ashton Eaton (USA)      | Leonel Suárez (CUB)       |
| 2013 | Ashton Eaton (USA)   | Michael Schrader (GER)  | Damian Warner (CAN)       |
| 2015 | Ashton Eaton (USA)   | Damian Warner (CAN)     | Rico Freimuth (GER)       |
| 2017 | Kévin Mayer (FRA)    | Rico Freimuth (GER)     | Kai Kazmirek (GER)        |
| 2019 | Niklas Kaul (GER)    | Maicel Uibo (EST)       | Damian Warner (CAN)       |